# Ben Hayward
Ben Hayward es un deportista canadiense que compitió en piragüismo en la modalidad de eslalon. Ganó una medalla de bronce en el Juegos Panamericanos de 2015 en la prueba de K1 individual.

## Palmarés internacional
| Juegos Panamericanos | Juegos Panamericanos | Juegos Panamericanos | Juegos Panamericanos |
| Año                  | Lugar                | Medalla              | Competición          |
| -------------------- | -------------------- | -------------------- | -------------------- |
| 2015                 | Toronto (Canadá)     | Medalla de bronce    | K1 individual        |